# دواين هولتر
دواين هولتر (بالفرنسية: Dwayn Holter)‏ (15 يونيو 1995 بلوكسمبورغ في لوكسمبورغ - ) هو لاعب كرة قدم لوكسمبورغي في مركز الوسط. شارك مع منتخب لوكسمبورغ لكرة القدم. أما مع النوادي، فقد لعب مع غرويتر فورت ونادي آلن ونادي فولا إيش ويونيون لوكسمبورغ وRacing FC Union Luxembourg ‏ وSpVgg Greuther Fürth II ‏.

## وصلات خارجية
- دواين هولتر على موقع الاتحاد الدولي (مؤرشف)  (الإنجليزية)
- دواين هولتر على موقع الاتحاد الأوربي (الإنجليزية)
- دواين هولتر على موقع قاعدة بيانات كرة القدم.إي يو (الإنجليزية)
- دواين هولتر على موقع ناشيونال فوتبول تيمز (الإنجليزية)
- دواين هولتر على موقع Soccerway.com (الإنجليزية)
- دواين هولتر على موقع عالم كرة القدم.نت (الإنجليزية)